# Creu de Sant Antoni (Tarragona)
La Creu de terme de Sant Antoni és una creu de terme gòtica de Tarragona inclosa a l'Inventari del Patrimoni Arquitectònic de Catalunya.
Té importància històrica i artística, com a referent d'una època en la qual a la ciutat no hi havia escultures de carrer. A l'indret esmentat, l'any 1299 l'orde mercedari va construir un convent que, setanta-sis anys més tard, va traspassar als Pares Antonians de Valls. La constitució de la nova comunitat de frares va ser la causa que amb el temps, el portal de la muralla més proper al convent, rebés també el nom de sant Antoni. A finals del segle xiv es va decidir posar una creu de terme fora d'aquest portal, que era la principal entrada a Tarragona des de Barcelona. Segons relata Luís del Arco, al llibre d'actes del Capítol municipal figura que el 27 d'abril de 1384 el Consell acordà que es fes acabar la creu que ja s'estava construint, o va donar, als cònsols, poder per sufragar totes les despeses necessàries. A l'acta del 10 de gener de 1388 es diu que Dalmau Balcells rebé tretze lliures i mitja per fer-la. La creu que actualment hi ha al passeig no és aquella, sinó que es tracta d'una obra barroca d'inicis del segle xvii.
L'historiador José Sánchez Real va constatar al Llibre del Consolat que, el 26 de novembre de 1602 s'acordà comprar pedra per fer una creu de terme davant del portal de Sant Antoni.
El conjunt, d'uns nou metres d'alçada, està tallat en pedra del país. La creu té la imatge de Crist a un costat i la de la Verge dels Dolors a l'altre; els braços, molt ornamentats amb decoració floral, acaben els seus quatre extrems amb petits caps de nen (putti). La creu recolza sobre un petit templet octogonal de pedra, ambdós esculpits per Agustí Pujol. Les vuit cares representen, en alt relleu, sants (sant Pere, sant Pau, santa Tecla, sant Josep, sant Antoni, sant Fructuós, santa Llúcia i sant Magí), dintre de fornícules separades per columnetes. Als peus de cada sant tornem a trobar-hi els putti, motiu que es repeteix al nexe entre el templet i la columna octogonal que el sustenta. Aquesta columna reposa sobre un basament de pedra quadrada, amb l'escut de la ciutat a totes les seves cares i la data de 1604.
L'any 1936, en esclatar la guerra, es va decidir desmuntar la creu i guardar-la, talment com s'havia fet amb algunes altres obres artístiques. Una part es deixà a la porta ciclòpia de la muralla del passeig i la resta va fer cap a unes dependències municipals de la baixada del Roser. Posteriorment, es traslladà al claustre de la catedral, on fou restaurada. L'any 1940 es va tornar a posar la creu al seu lloc habitual, davant de l'edifici de l'aleshores Casa Provincial de Beneficència.
A Tarragona hi ha una altra creu de terme, ubicada al costat de la carretera de València, davant del barri d'Icomar. Es tracta d'una petita i senzilla creu de ferro, col·locada sobre un pilar. Segons Lluís M. Mezquida, era d'origen gòtic i abans estava situada davant de l'antic Mas de la Brossa, a l'encreuament dels camins que portaven a Salou, Constantí, la Canonja i Tarragona; s'anomenava Creu dels Morts, perquè des d'allí s'organitzaven els enterraments dels camperols de les masies dels voltants. El 1964 es va desmuntar, i posteriorment fou reconstruïda a l'indret abans esmentat.